# San Pedro (Dozón)

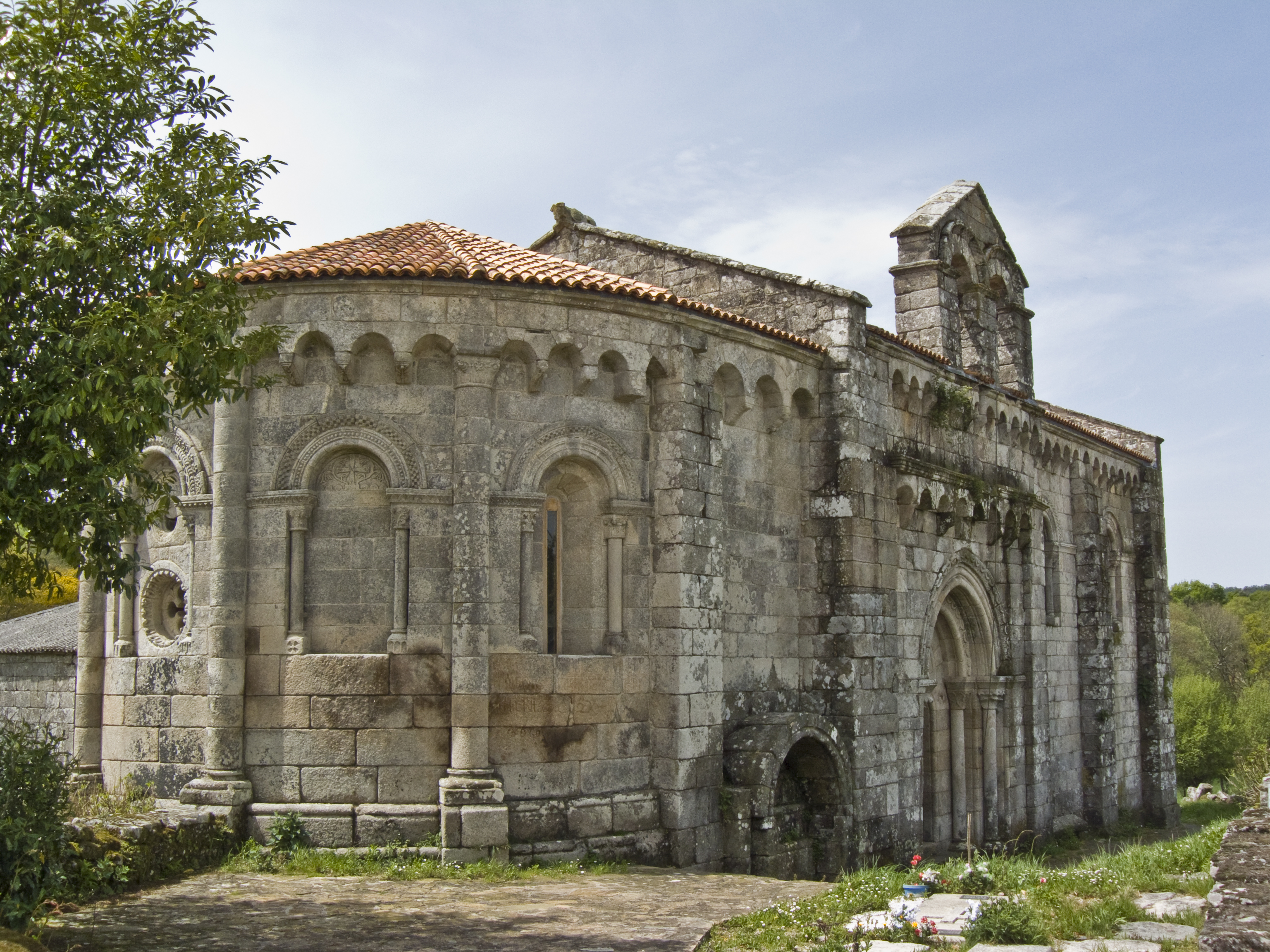
Kirche San Pedro

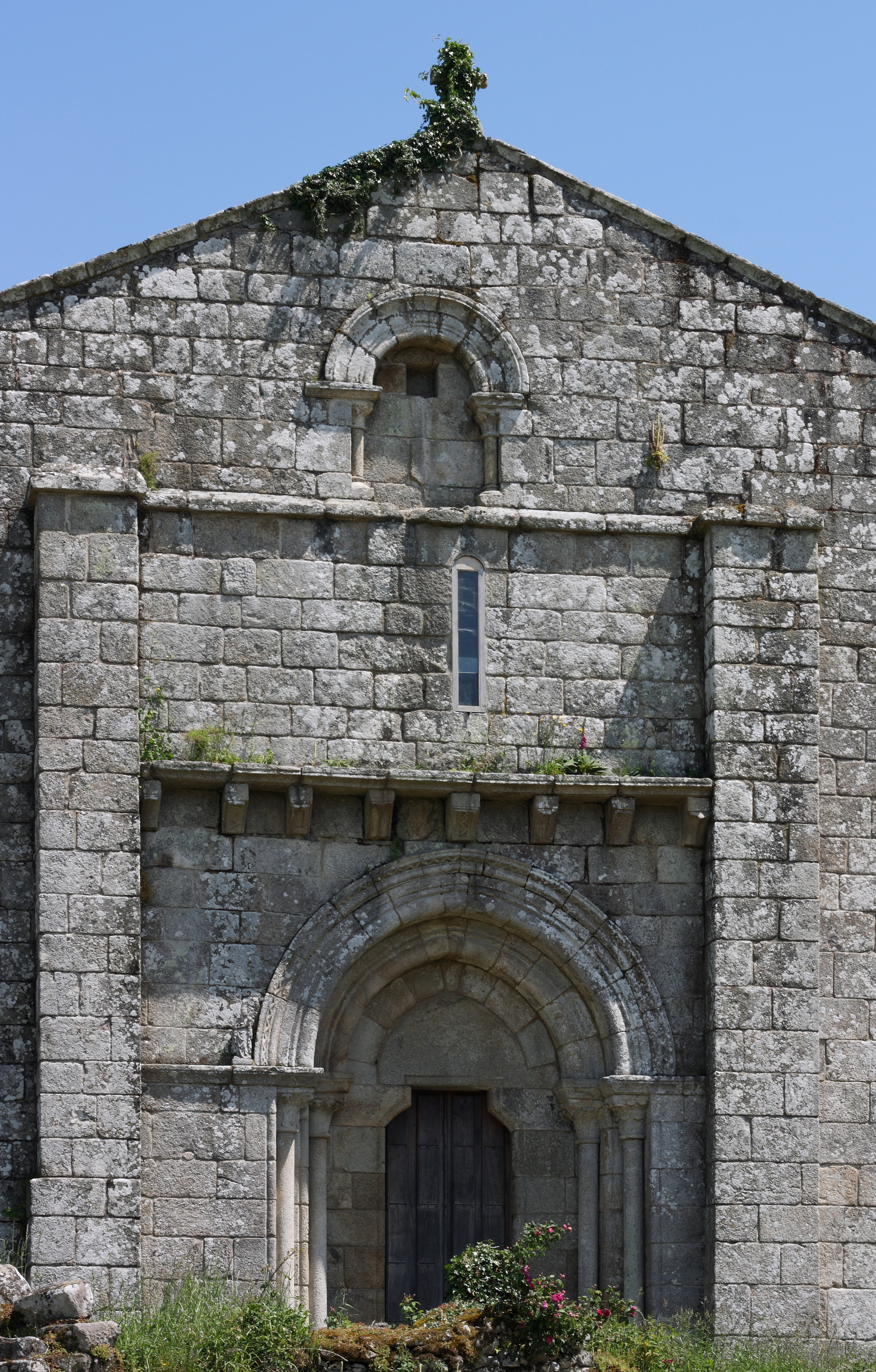
Westfassade

Die Kirche San Pedro in der Gemeinde Dozón in der spanischen Provinz Pontevedra der Autonomen Gemeinschaft Galicien ist eine romanische Kirche aus dem 12. Jahrhundert. Die dem Apostel Petrus geweihte Kirche ist das einzige Gebäude, das von dem ehemaligen Benediktinerinnenkloster San Pedro de Vilanova erhalten geblieben ist.

## Geschichte
Das Kloster San Pedro de Vilanova wurde 1124 von der Witwe Guntroda Suárez gegründet. Wie aus einer Inschrift an der Nordwand der Apsis hervorgeht, wurden im Jahr 1154 Bauarbeiten ausgeführt. 1499 wurde San Pedro de Vilanova dem Kloster San Pelayo de Antealtares in Santiago de Compostela unterstellt.
2022 wurden umfangreiche Sanierungsarbeiten vorgenommen. Dabei wurden Feuchtigkeitsschäden beseitigt, das Dach und die Kirchenfassade repariert und der Außenbereich gepflastert.

## Architektur
Die einschiffige Kirche ist aus großen Granitquadern errichtet. Die Außenmauern werden von Strebepfeilern gegliedert. Besonders kunstvoll ist die halbrunde Apsis gestaltet, die durch Halbsäulen in fünf Felder mit Archivoltenfenstern unterteilt wird. Die Fenster werden von schlanken Säulen eingefasst, deren Kapitelle und Basen mit floralen und geometrischen Motiven verziert sind. Die Archivolten sind mit Schachbrettfriesen versehen und ruhen auf Kämpfern, die eine horizontale Gliederung bewirken. Die Halbsäulen verbinden Blendarkaden, die auf skulptierten Kragsteinen aufliegen. Das mittlere Feld ist von einer Rosette und einem Okulus durchbrochen und wird von einer Archivolte mit Blütendekor gerahmt.
Über dem Nordportal erhebt sich der Glockengiebel (espadaña). Wie die Portale der Süd- und Westfassade öffnet sich das Nordportal in einem von Strebepfeilern und Blendarkaden über Kragsteinen eingefassten Feld und wird von Säulen mit skulptierten Kapitellen und Archivolten gerahmt. Das Tympanon des Nordportals ist wie das Tympanon des schlichteren Südportals mit dem Relief eines Kreuzes verziert.

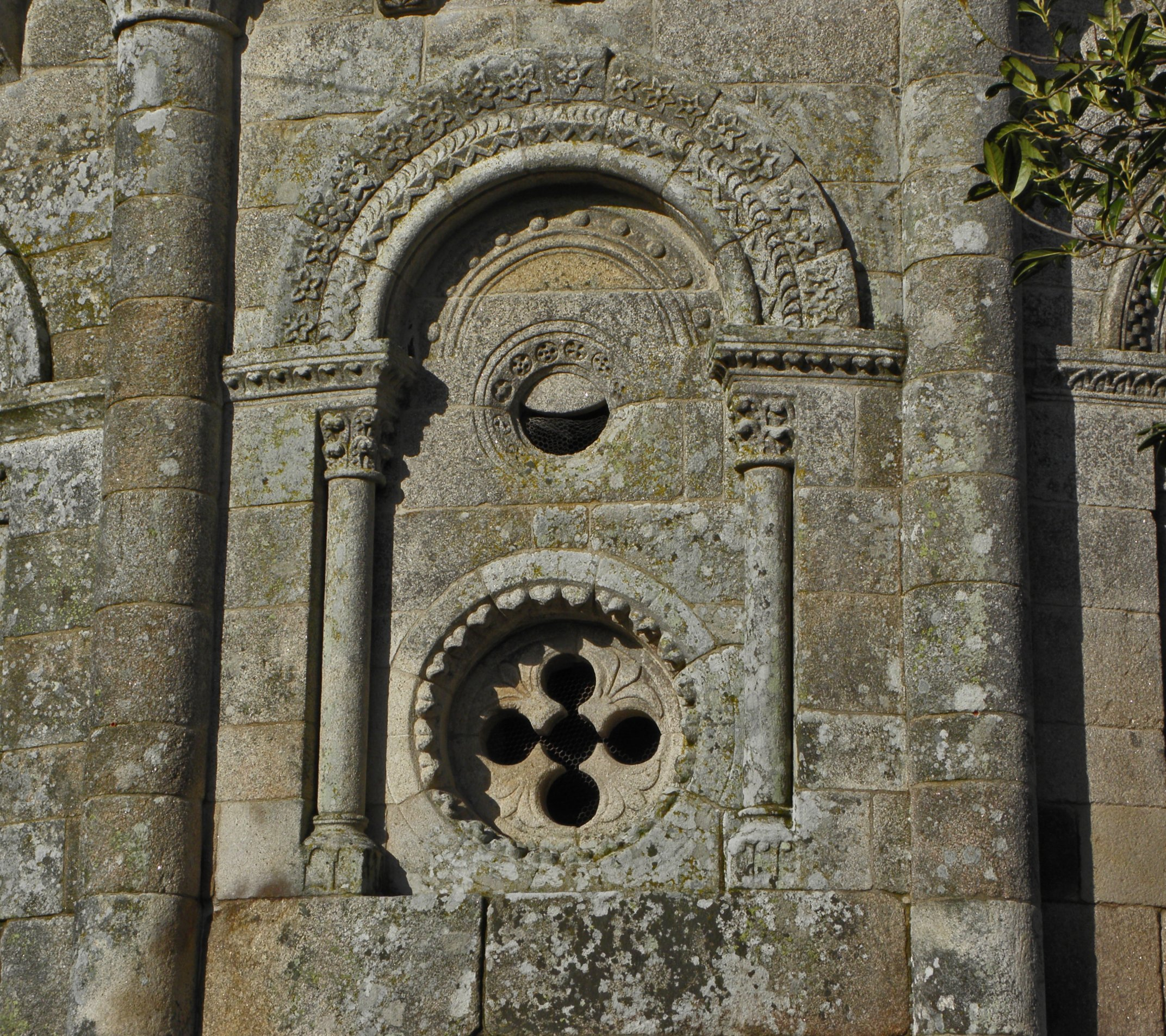
Mittleres Apsisfenster
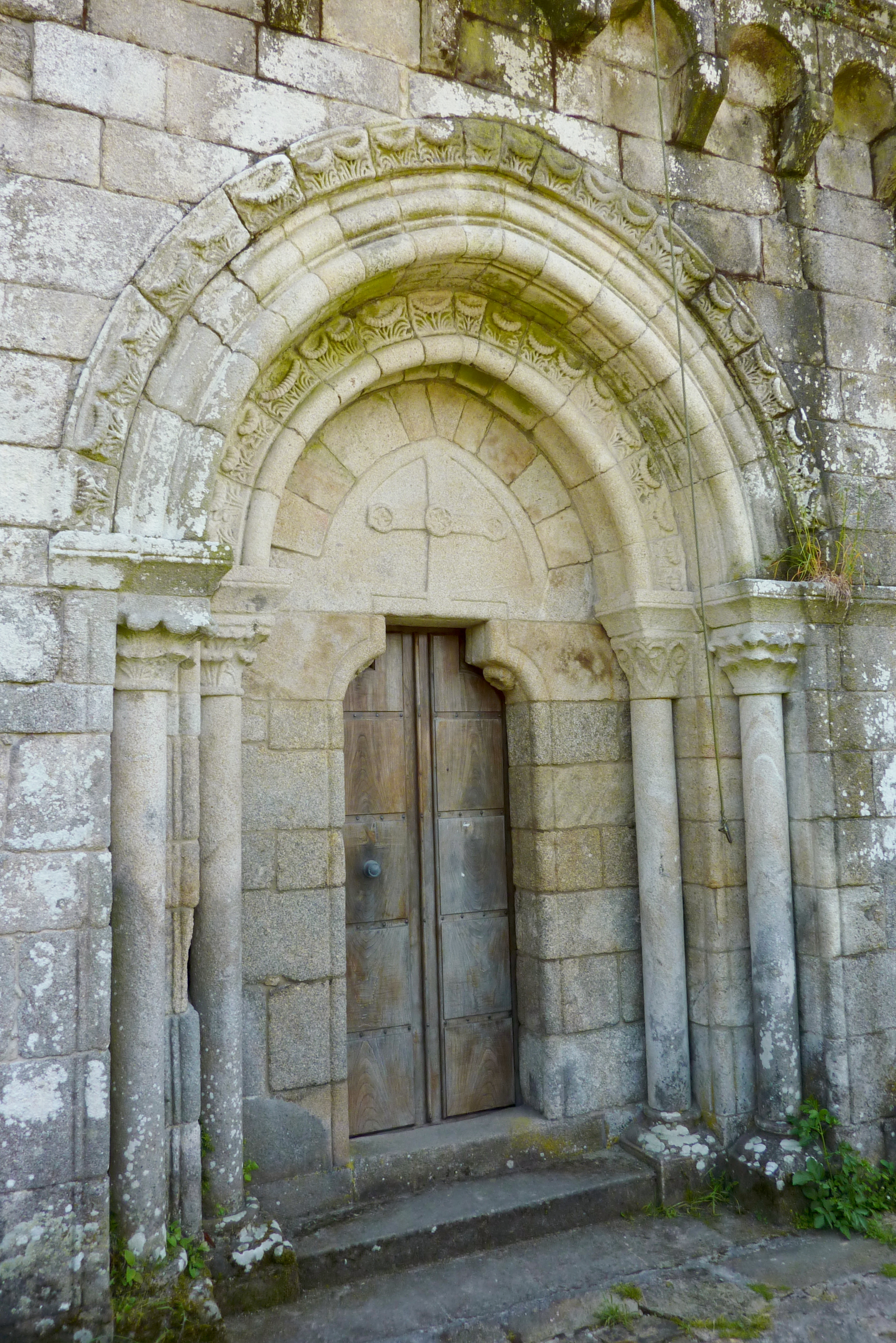
Nordportal
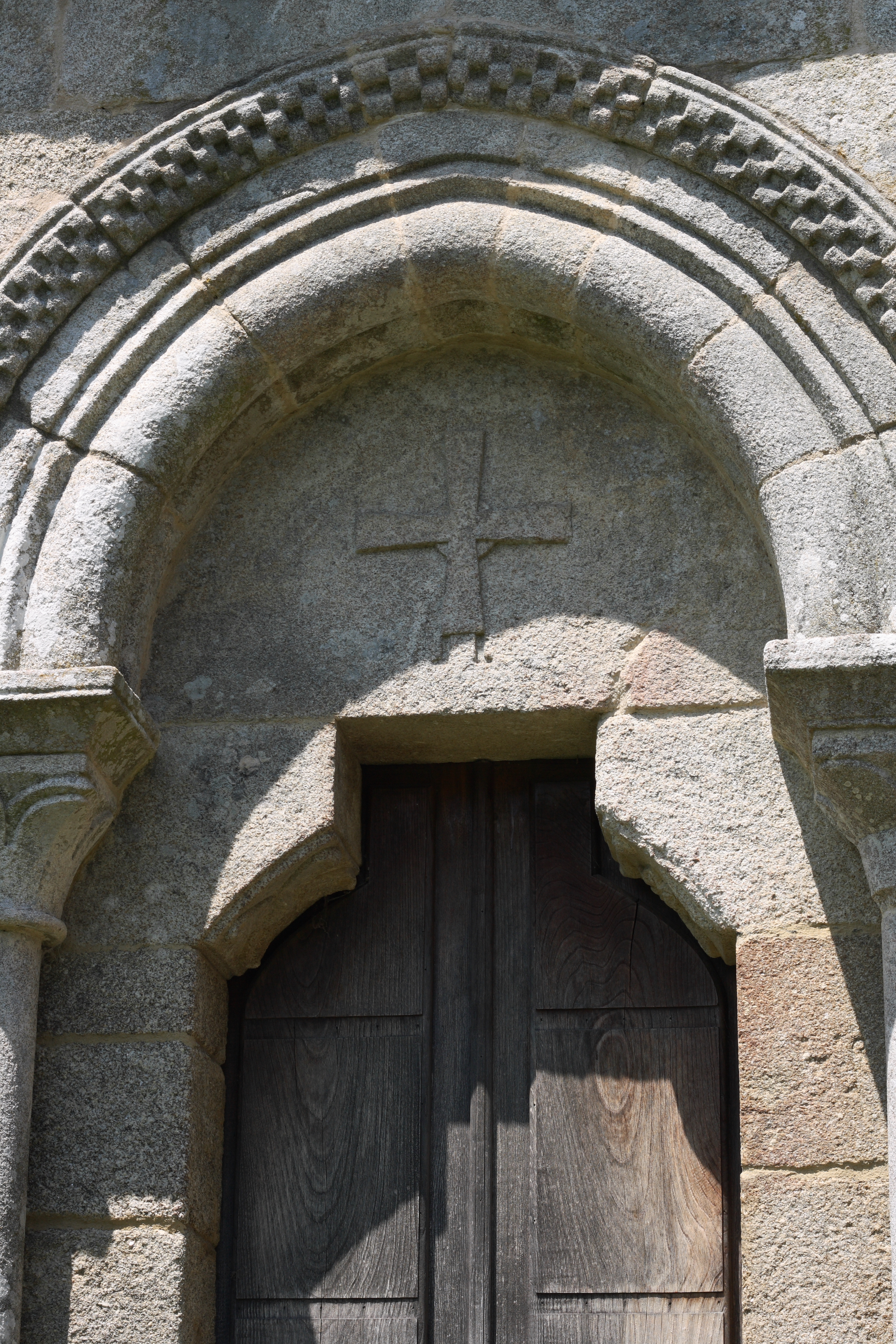
Südportal